# Роке-де-лос-Мучачос
Роке-де-лос-Мучачос (исп. Roque de los Muchachos, буквально — «Скала парней») — гора вулканического происхождения на Канарских островах.
Высота над уровнем моря — 2426 м. Это — высшая точка второго по высоте острова архипелага Пальма.
В ясный день с вершины Роке-де-лос-Мучачос видны острова Тенерифе, Гомера и Иерро.
На горе находится одноимённая астрономическая обсерватория, принадлежащая Канарскому институту астрофизики. Выбор места её расположения обусловлен уникальным для Европы астроклиматом, вторым в мире после Обсерватории Мауна-Кеа, Гавайи.